# Tomas von Brömssen
Tomas Birger von Brömssen, född 8 maj 1943 i Örgryte i Göteborg, är en svensk skådespelare. Han är bland annat känd från TV-serierna Albert & Herbert (som Herbert) och Saltön (som tobakshandlaren Blomgren). Sedan 1970-talet har han synts i en mängd teaterproduktioner i främst hemstaden Göteborg.
År 1995 fick von Brömssen en Guldbagge för sin roll i Bo Widerbergs Lust och fägring stor. Samma år utsågs han till Årets göteborgare.

## Biografi

### Uppväxt och utbildning
Tomas von Brömssen är son till konstnären Birger von Brömssen (1894–1990) och Elvi Tengblad (1910–1991). Han växte upp i en lägenhet i stadsdelen Lunden i Göteborg. År 1965 sökte han till scenskolan i Göteborg, men antogs då inte. Året därpå kom han in på Statens scenskola i Malmö, där han gick ut 1969.

### 1970- och 1980-talet

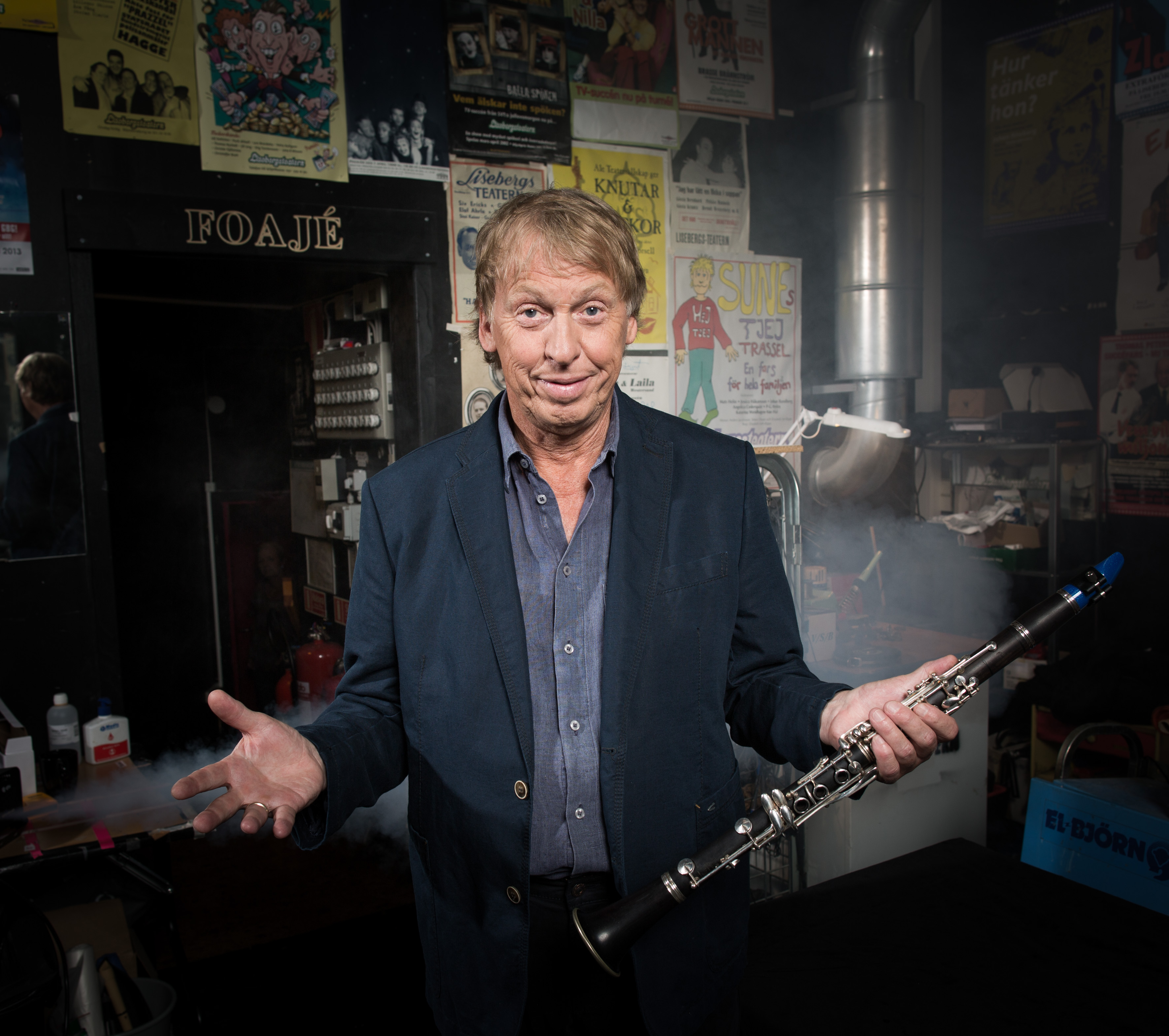
Tomas von Brömssen med sin klarinett (2014).

I början av 1970-talet spelade han med Unga Teatern i Malmö, en del av Malmö stadsteater. Dessutom medverkade han i några TV-produktioner, bland annat Hemkomsten med Georg Rydeberg. Han återvände till hemstaden 1973, och blev därefter engagerad vid Göteborgs stadsteater 1974–1978 samt därefter vid Folkteatern i Göteborg.
von Brömssen blev 1976 riksbekant genom rollen som skrothandlaresonen Herbert i situationskomedin Albert & Herbert med Sten-Åke Cederhök. 1982 gjordes adventskalendern Albert & Herberts Julkalender. Alla utomhusscener gjordes omkring Skolgatan i stadsdelen Haga i Göteborg. Tillsammans med Cederhök blev von Brömssen 1984 hedersledamot av Göteborgs nation i Lund. 
von Brömssen har gjort en lång rad roller på Folkteatern i Göteborg, bland annat i titelrollerna i Tok-Alfred (hans eget genombrott på teaterscenen) och Peer Gynt (1986). Han kom till teatern på 1980-talet och pensionerades därifrån 2003; periodvis var han tjänstledig på grund av andra engagemang.
Han har varit cirkusclown och gjort barnprogram som Bulleribock och Harry & Larry med Lars-Eric Brossner. Redan 1975 skrev han manus till ungdomsföreställningen Rycket ihop med Ola Lindgren (det hela sattes 1984 upp för TV).
Han medverkade 1986 i revyn Jubel i busken med Sten-Åke Cederhök och Sonya Hedenbrattpå Lisebergshallen, en succé som även gick ut på folkparksturné och avslutades 1989 på Berns i Stockholm.

### 1990- och 2000-talet
År 1990 satte von Brömssen upp sin första egna revy, Tomas revy, på Lisebergsteatern. Föreställningen, som till stor del byggde på von Brömssens uppväxt i Lunden, spelades för utsålda hus i två år och fortsatte därefter på Folkan i Stockholm och Chat Noir i Oslo. Uppföljaren Tomas revy II & III blev också en stor framgång i både Sverige och Norge. Han återkom 2007 med en ny revy på Lisebergsteatern, Återkomsten, och 2015 med Tomas sista revy.
von Brömssen tilldelades 1995 utmärkelsen Årets göteborgare. Samma år medverkade han i Povel Ramels revy Kolla klotet, först på Lorensbergsteatern i Göteborg och därefter på Cirkus i Stockholm. Tillsammans med Ulla Skoog gjorde han succé med showerna Rent under (1999) och Fritt fall (2004).
På film har von Brömssen bland annat medverkat i Mannen från Mallorca (1984), Mitt liv som hund (1985), Bulan (1990) och Hela härligheten (1998). Han fick en guldbagge för sin roll som "förlorare" i Bo Widerbergs Lust och fägring stor 1995. Han blev även guldbaggenominerad i kategorin Bästa skådespelare 1987 för sin roll i Ormens väg på hälleberget (1986). Tomas von Brömssen har även medverkat i den norska filmen Sofies värld (1999).
På TV har han gestaltat H.C. Andersen i Från regnormarnas liv 1998, Bellman i Lovisa & Carl Michael 2005 och tobakshandlare Blomgren i Saltön 2005, 2007 och 2010. Han medverkade 2007 i Allsång på Skansen. På scen och i andra sammanhang trakterar von Brömssen ofta klarinett, och han är medlem i orkestern Majornas Tredje Rote.

### Senare år
2011 spelade von Brömssen mot Sven Wollter och Marie Delleskog i Eva Bergmans uppsättning på Göteborgs stadsteater av Påklädaren. Pjäsen är skriven av Ronald Hardwoods, som skrev stycket efter egna erfarenheter. För von Brömssen var detta den första gången han spelade mot Wollter sedan Mannen från Mallorca (1984).
Två år senare spelade han rollen huvudfiguren Påls farfar Rolle i Känn ingen sorg. Filmen är baserad på Håkan Hellströms låtar.
von Brömssen har återkommande spelat olika roller i Eva Bergmans teateruppsättningar. 2022 spelade han titelrollen i hennes Kontrabasen på Göteborgs stadsteater; pjäsen var ursprungligen planerad till år 2020, men en covid-19-pandemi kom emellan.
Den 10 mars 2023 var von Brömssen med i Söndagsintervjun med Martin Wicklin. 2023 var även året då von Brömssen debuterade i en musikal, Men, pappa!. Han läste 2023 även dikten Nyårsklockan i Tolvslaget på Skansen. 

## Familj
von Brömssen var från 1966 till 2000 gift med Eva Rask (1944–2000). Han gifte 20 november 2004 om sig i Morlanda kyrka med lärarinnan Dorte Velling Pedersen (född 1954 i Danmark), som tidigare varit svägerska till hans första hustru.

## Stil
von Brömssen har haft en stor flexibilitet i rollvalen under sin karriär. Ett gemensamt drag är dock en viss vilsenhet – parad med hjälpsamhet – som i någon mån kan karaktäriseras som "överåriga oskulder" med ett perspektiv underifrån på samhället. Han har kombinerat en sorts gestaltskapande förmåga med en ovanlig folklighet.
I Lennart Hjulströms uppsättning av Peer Gynt (1986) lyfte von Brömssen fram rollfigurens inneboende ångest.

## Filmografi (i urval)
- 1968 – Freddy klarar biffen
- 1970 – Den magiska cirkeln
- 1973 – Gamen
- 1973 – Mona och Marie (TV-serie)
- 1974 – Fiskeläget (TV-serie)
- 1976–1979 – Albert & Herbert (TV-serie)
- 1976 – De lyckligt lottade (TV-serie)
- 1977 – Himmel och pannkaka (TV-serie)
- 1978 – Bomsalva
- 1982 – Albert & Herberts Julkalender (TV-serie)
- 1982 – Flickan som inte kunde säga nej (TV-film)
- 1984 – Mannen från Mallorca
- 1985 – Röd snö (TV-serie)
- 1985 – Mitt liv som hund
- 1986 – Ormens väg på hälleberget
- 1989 – 1939
- 1989 – Resan till Melonia (röst som Ariel)
- 1989 – Vildanden (TV-pjäs)
- 1989 – Marerittet (TV-serie)
- 1990 – Bulan
- 1993 – Den korsikanske biskopen (Miniserie)
- 1994 – Håll huvet kallt
- 1995 – En på miljonen
- 1995 – Lust och fägring stor
- 1995 – Herbert & Robert (TV-serie)
- 1996 – Juloratoriet
- 1997 – Rika barn leka bäst
- 1997 – Adam & Eva
- 1998 – Från regnormarnas liv (TV-pjäs)
- 1998 – Hela härligheten
- 1999 – Sofies värld
- 2000 – Dykaren
- 2000 – Hundhotellet – En mystisk historia (röst som hotellportiern)
- 2005 – Saltön (TV-serie)
- 2002 – Fleksnes fataliteter (TV-serie)
- 2005 – Lovisa och Carl Michael (Miniserie)
- 2005–2017 – Saltön (TV-serie)
- 2008 – Veien til Paradis (Programledare i norsk TV2-serie)
- 2010 – Pax
- 2011 – Den bästa utsikten
- 2011 – Kronjuvelerna
- 2013 – Känn ingen sorg
- 2013 – Små citroner gula
- 2017 – Kulturfrågan Kontrapunkt (TV-serie)
- 2017 – Fallet (TV-serie)
- 2017 – Vilken jävla cirkus
- 2017–2019 – Enkelstöten (TV-serie)
- 2018 – Tårtgeneralen
- 2019 – Sune – Best man
- 2019–2020 – Bröllop, begravning och dop (TV-serie)
- 2020 – Lasse-Majas detektivbyrå – Tågrånarens hemlighet
- 2021 – Bröllop, begravning och dop – filmen
- 2022 – Dag för dag
- 2022 – Göta kanal 4 – Vinna eller försvinna
- 2024 – Doktrinen (TV-serie)
- 2025 – Tordyveln flyger i skymningen (TV-serie)

## Teater

### Roller (ej komplett)
| År   | Roll          | Produktion                                                                     | Regi          | Teater                |
| ---- | ------------- | ------------------------------------------------------------------------------ | ------------- | --------------------- |
| 1968 |               | Mutter Courage och hennes barn (Mutter Courage und ihre Kinder) Bertolt Brecht | Jan Lewin     | Malmö stadsteater     |
| 1990 | Medverkande   | Tomas revy Tomas von Brömssen                                                  | Bo Hermansson | Lisebergsteatern      |
| 2011 | Cosme McMoon  | Obesvarad Kärlek - En sann Broadwaykomedi (Souvenir) Stephen Temperley         | Adde Malmberg | Riksteatern           |
| 2013 | Henry Higgins | Pygmalion George Bernard Shaw                                                  | Eva Bergman   | Göteborgs stadsteater |
| 2017 | Karl Gerhard  | Karl Gerhard Irena Kraus                                                       | Eva Bergman   | Göteborgs stadsteater |
| 2022 | Basisten      | Kontrabasen (Der Kontrabaß) Patrick Süskind                                    | Eva Bergman   | Göteborgs stadsteater |

## Utmärkelser
- Teaterförbundets Daniel Engdahl-stipendium, 1979[3]
- Svenska Dagbladets Poppepris, 1986[24] (för rollen i Peer Gynt[3])
- En bit av Georgs hatt, 1987[25]
- Karamelodiktstipendiet, 1992[26]
- Edvardpriset, 1993[27]
- Årets göteborgare, 1995[28]
- Guldbaggen för bästa manliga biroll, för Lust och fägring stor, 1995[5][3]
- Karl Gerhard-stipendiet, 2000[29]
- Karl Gerhards hederspris, 2005[29]
- Guldmasken ("Bästa manliga huvudroll i talpjäs"), 2008[30]
- Fridolf Rhudin, 2008[31]
- Lasse Dahlquist-stipendiet, 2009[32]
- Litteris et Artibus, 2014[33]
- Sten A. Olssons kulturstipendium, 2015[34]
- Revyräven, 2016[35]
- Göteborgs Spårvägars kulturpris, 2024[36]